# NKX6-1
NKX6-1‏ (NK6 homeobox 1) هوَ بروتين يُشَفر بواسطة جين NKX6-1 في الإنسان.